# Nagurus longiflagellatus
Nagurus longiflagellatus är en kräftdjursart som först beskrevs av Wahrberg1922.  Nagurus longiflagellatus ingår i släktet Nagurus och familjen Trachelipodidae. Inga underarter finns listade i Catalogue of Life.